# Bagoas (favori d'Artaxerxès III)
Pour les articles homonymes, voir Bagoas.
Bagoas (en grec ancien Βαγώας / Bagôas, en vieux persan Bagoi) était un éminent fonctionnaire persan qui fut vizir (ministre en chef) de l'empire achéménide jusqu'à sa mort.

## Biographie
Bagoas était un eunuque et un important fonctionnaire de l'empire achéménide qui devint plus tard vizir, le favori du roi de Perse Artaxerxès III. Il est parfois donné comme d'origine égyptienne dans des textes tardifs.
S’étant entendu avec le mercenaire rhodien Mentor, il réussit à soumettre à nouveau l’Égypte à l’Empire perse (sans doute en 342 av. J.-C.). Mentor devint général des provinces maritimes, réprima les rebelles en Égypte  et envoya des mercenaires grecs au roi, tandis que Bagoas administra les satrapies et acquit un tel pouvoir qu'il fut presque le véritable maître de l'Empire vers la fin du règne d'Artaxerxès III. Diodore raconte qu'il se serait enrichi considérablement en confisquant les manuscrits sacrés de temples égyptiens et en exigeant des pots-de-vin pour les rendre. 
Arsès était le plus jeune fils d'Artaxerxès III et de son épouse Atossa et on ne s'attendait pas à ce qu'il accède au trône. Son ascension inattendue eut lieu en 338 avant notre ère à la suite de la mort de son père qui, selon l'ouvrage grec de Diodore de Sicile, fut assassiné par Bagoas, empoisonné avec la plupart des membres de sa famille avec l'aide d'un médecin lorsque le vizir tomba en disgrâce auprès du roi,. Cette version, donnée par un historien étranger plusieurs siècles après sa mort, historien appartenant de surcroit à un peuple ennemi, n'est cependant pas forcément exacte. En effet, une tablette cunéiforme conservée au British Museum suggère que le roi est mort de causes naturelles.
Selon une légende sans fondements historiques rapportée par Élien, Bagoas, décrit par Élien comme d'origine égyptienne, avait tué Artaxerxès car ce dernier avait mis à mort le taureau sacré Apis et il fit manger le corps du défunt roi par des chats.
Diodore écrit que Bagoas chercha à rester au pouvoir en remplaçant Artaxerxès par son plus jeune et, apparemment, seul fils survivant, Arsès (Artaxerxès IV), qu'il pensait facile à contrôler. Arsès fut essentiellement un roi fantoche pendant les deux années de son règne tandis que Bagoas agissait comme le pouvoir derrière le trône. Finalement, mécontent de cet état de choses et peut-être influencé par les nobles de la Cour royale qui méprisaient généralement Bagoas, Arsès aurait commencé à planifier le meurtre de Bagoas. Cependant, ayant eu vent de l'affaire, Bagoas aurait de nouveau agi en premier pour se protéger et réussit à empoisonner et à tuer Arsès en -336. Il éleva alors sur le trône un autre prince de la famille royale qu'il pensait aisément manipulable, cousin d'Arsès, sous le nom de Darius III dont il se rendit compte rapidement qu'il ne serait pas plus souple qu'Arsès. Mais Darius, instruit par le sort de ses deux prédécesseurs, obligea Bagoas à boire le poison que celui-ci lui destinait. 
Là encore, la certitude quant au meurtre dont est accusé Bagoas est incertaine. En effet, la propagande macédonienne, destinée à légitimer les conquêtes d'Alexandre le Grand quelques années plus tard, accusait Darius III d'avoir joué un rôle clé dans le meurtre d'Arsès, présenté comme le dernier roi de la maison royale achéménide. Si cette propagande est, par sa nature même, à regarder avec prudence, elle n'en demeure pas moins presque contemporaine des faits et tout à fait plausible.

## Sources
- Pierre Briant, From Cyrus to Alexander: A History of the Persian Empire, Eisenbrauns, 2002, 1–1196 p. (ISBN 9781575061207, lire en ligne)